# Троїліт

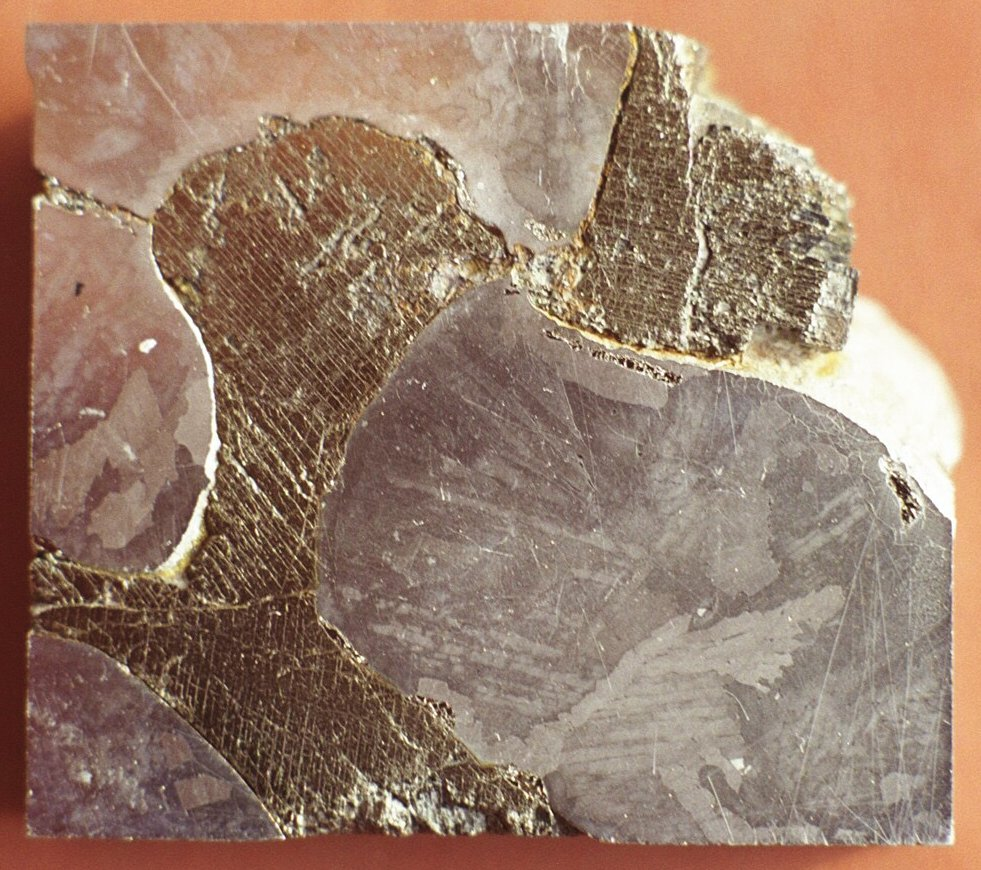
Полірована та протравлена поверхня метеориту Мендорбілла з Австралії. Темніші коричневі площі зі смугами — троїліт з розпущеним.

Троїліт — мінерал, моносульфід заліза координаційної будови. Група піротину.

## Етимологія та історія
Троїліт був відкритий дуже рано як яскравий мінерал у метеоритах і називався залізним гравієм або метеоріями. Нарешті він був названий італійським отцем Домініком Троїлі, який назвав його в 1766 році одним з перших. Він знайшов блискучий жовтий мінерал в олівіні гіперстенових хондритів, що потрапили в Альбарето (провінція Модена, Італія).
Синонім: колчедан.

## Загальний опис
Хімічна формула: FeS. Містить (%): Fe — 63,53; S –36,47. Форми виділення: округлі утворення, рідше — кристали неправильної форми. Густина 4,59—4,82. Твердість 4. Колір бронзово-жовтий, темно-коричневий. Блиск металічний. Риса чорна. У аншліфах схожий на піротин, має кремово-рожевий колір. Крихкий. Непрозорий. Електропровідний. Парамагнітний. Сильно анізотропний. Зустрічається у самородному залізі, у вигляді вкраплень у піротині, у перидотитах, габро-долеритах, інколи в мідно-нікелевих родовищах. Знахідки: у вигляді краплеподібних включень у самородному залізі на о. Діско (Ґренландія), округлі виділення у халькопіритових рудах шт. Каліфорнія (США), у хромітових рудах родов. Халілово (Півд. Урал), у піротинових рудах Норильська (Росія) і Садбері (Канада). Зустрічається також як включення у метеоритах, виявлений у місячних породах. Рідкісний.